# Arsène Lupin

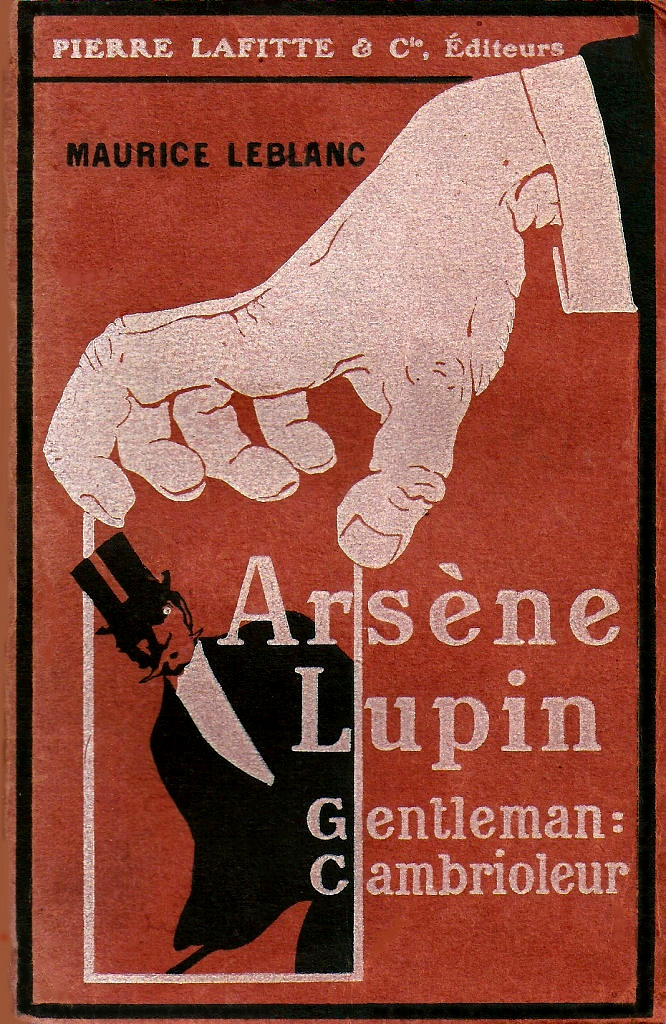
Arsène Lupin na okładce zbioru opowiadań Arsène Lupin, dżentelmen włamywacz, 1907.

Arsène Lupin (także Arseniusz Lupin) – postać fikcyjna, dżentelmen-włamywacz (niekiedy również detektyw), stworzony przez francuskiego pisarza Maurice’a Leblanca, który opublikował pierwszą historię o jego przygodach w 1905.
Według opisu samego autora:

Był to mężczyzna wysoki, niezbyt tęgi, ale szeroki w ramionach o matowej cerze i przystrzyżonym wąsie nad kształtnie wykrojonymi wargami. Na skroniach widniały pasemka siwych włosów. Człowiek ten mógł mieć około 50 lat. Krój jego ubrania i gatunek materyi zdradzały dbałość o elegancyę.

Ten dżentelmen włamywacz jest szczególnie znany ze swojego talentu do stosowania przebrań, przebierania się i przyjmowania wielu tożsamości w celu popełniania przestępstw i rozwiązywania zagadek kryminalnych.
Bohater po raz pierwszy pojawił się w opowiadaniu Aresztowanie Arsene'a Lupina, opublikowanym w czasopiśmie „Je sais tout” w lipcu 1905. Jego twórca, Maurice Leblanc, włączył to opowiadanie do wydanego w tym samym roku zbioru Arsène Lupin, dżentelmen włamywacz. W związku z rosnącym powodzeniem bohatera wśród czytelników, jego przygody ukazywały się od 1905 do śmierci autora w 1941, w osiemnastu powieściach, trzydziestu dziewięciu opowiadaniach i pięciu sztukach teatralnych.
Jego liczne przygody rozgrywają się we Francji w okresie Belle Époque i latach międzywojennych, okresach, w których Arsène Lupin podążał za sposobem myślenia autora: anarchistyczne sympatie Lupina w pierwszych powieściach zniknęły w utworach napisanych w czasie I wojny światowej, kiedy Lupin stał się bardzo patriotyczny. Przede wszystkim jednak stopniowo przestawał być włamywaczem, a stawał się detektywem.
Poza tym, że był sportowcem i znał sztuki walki, miał dar przebierania się i był sprytny. Umiejętności te wykorzystywał do rozwiązania każdej zagadki. Ponadto, jego dziecinna, urocza i często prześmiewcza natura, w połączeniu z tajemniczym charakterem, uczyniły go popularną postacią uosabiającą złodzieja-dżentelmena Belle Époque.
Jego sława za granicą zaowocowała zarówno amerykańskimi adaptacjami filmowymi, jak i adaptacjami mangi przez japońskich autorów. Jego nazwisko jest również związane z francuskim miasteczkiem Étretat w Normandii, które jest centrum kilku jego przygód, w tym Wydrążonej iglicy, co przyczyniło się do powstania mitu wokół tego miejsca.
Wreszcie, jego popularność dała początek neologizmowi: lupinologii. Tym terminem określa się studiowanie przygód Lupina przez wielbicieli twórczości Maurice'a Leblanca, na wzór holmesologii. Dobrym przykładem lupinologii jest serial Netflixa Lupin z 2021, w którym główny bohater Assane Diop studiuje przygody Arsene'a Lupina, wykorzystując je potem do planów popełnianych przez siebie kradzieży.

## Pseudonimy i fikcyjne nazwiska Arsène’a Lupin
Przez cały okres swojej kariery włamywacza Arsène Lupin działał pod wieloma nazwiskami. Maurice Leblanc w swoich opowiadaniach, powieściach i sztukach teatralnych posługiwał się nie mniej niż czterdziestoma siedmioma pseudonimami.
Historia Arsène'a Lupina w całości zbudowana jest wokół kwestii nadawania imion, która pełni również funkcję zabawową i poetycką. Dżentelmen-włamywacz działa używając różnych imion: Raoul d'Andrésy i innych szlachetnych pseudonimów dla swojego życia towarzyskiego oraz Arsène Lupin dla swojego życia jako oszusta.
Niektóre pseudonimy były przez niego specjalnie tworzone, jak na przykład wspomniany „Raoul d'Andrésy” - złożony z jego drugiego imienia i nazwiska panieńskiego matki. Imię „Raoul” zostało użyte kilkakrotnie, podobnie jak „Raoul de Limésy”, „Raoul d'Avenac”, „Raoul d'Enneris” i „Raoul d'Averny”, nazwiska użyte przez Lupina do otwarcia różnych kont bankowych w jednym z opowiadań.
Dżentelmen-włamywacz przyznawał się zresztą do skrupulatnego dobierania pseudonimów, wyczulony na ich formy graficzne i dźwiękowe oraz na ich konotacje. Figlarność Lupina odnajdujemy również w kompozycji jego pseudonimów, z wykorzystaniem anagramów utworzonych od jego własnego nazwiska. I tak, występuje pod nazwiskiem „Paul Sernine” w 813, „Luis Perenna” w Zębach tygrysa czy „Paule Sinner” w Miliardach Arsène Lupin.
Użył nazwiska zmarłego kuzyna, „Bernard d'Andrésy”, aby podróżować na transatlantyku La Provence w opowiadaniu Aresztowanie Arsène'a Lupina. To właśnie w przebraniu „Désiré Baudru”, włóczęgi, którego tożsamość ukradł, Arsène Lupin ucieka z więzienia Santé w Ucieczce Arsène Lupin. Wreszcie „M. Lenormand” i „Jacques de Charmerace” to Francuzi, których znał za granicą, a których tożsamość uzurpował sobie po powrocie do Francji, odpowiednio w powieści 813 i sztuce Arsène Lupin.

## Powieści, zbiory opowiadań i sztuki teatralne o przygodach Arsène’a Lupin

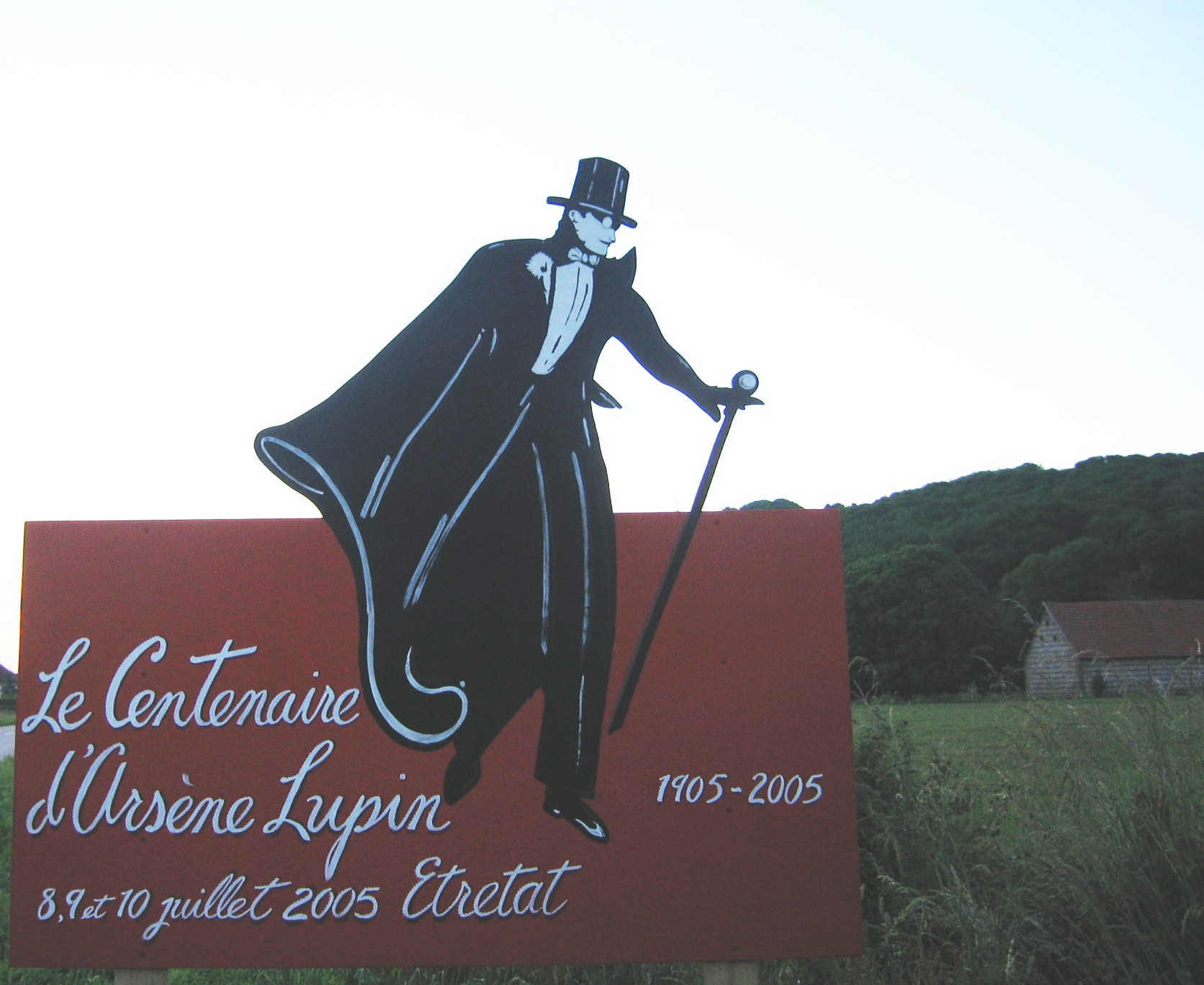
Arsène Lupin na plakacie autorstwa Catherine Barray, upamiętniającym setną rocznicę pojawienia się tej postaci, 2005.

- 1907 – Arsène Lupin, dżentelmen włamywacz (Arsène Lupin gentleman-cambrioleur)
- 1908 – Nowe przygody Arsène'a Lupina (Arsène Lupin) - sztuka teatralna napisana razem z Francisem de Croisset (tłum. na język polski 2023)
- 1908 – Arsène Lupin kontra Herlock Sholmès (Arsène Lupin contre Herlock Sholmès)
- 1909 – Tajemnica wydrążonej iglicy lub Wydrążona iglica[5] (L’Aiguille creuse)
- 1910 – 813 (813)
- 1912 – Kryształowy korek (Le Bouchon de cristal)
- 1913 – Wyznania Arsène’a Lupin (także jako: Zwierzenia Arsène'a Lupina[6]; Les Confidences d’Arsène Lupin)
- 1916 – Odłamek (wydanie 2022 jako Odłamek pocisku[7]; L’Éclat d’obus)
- 1918 – Złoty trójkąt – część 1: Sygnał świetlny (Le Triangle d’Or, La pluie d’etincelles)
- 1918 – Złoty trójkąt – część 2: Zwycięstwo Arsène’a Lupin (Le Triangle d’Or, La Victoire d’Arsène Lupin)
- 1919 – Wyspa trzydziestu trumien – część 1: Weronika (L’Île aux Trente Cercueils, Veronique)
- 1919 – Wyspa trzydziestu trumien – część 2: Cudowny kamień (L’Île aux trente cercueils, La Pierre Miracueuse)
- 1921 – Zęby tygrysa – część 1: Don Luis Perenna (Les Dents du tigre, vol.1)
- 1921 – Zęby tygrysa – część 2: Tajemnica Florence (Les Dents du tigre, vol.2)
- 1923 – Dorota, tancerka na linie (Dorothée danseuse de corde)[8]
- 1923 – Osiem uderzeń zegara (Les Huit coups de l’horloge)
- 1924 – Hrabina Cagliostro (La Comtesse de Cagliostro)
- 1924-26 – Płaszcz Arsène Lupin (opowiadanie wydane pierwotnie 1924 po fr. jako La Dent d'Hercule Petitgris, następnie 1926 wyd. ang. jako The Overcoat of Arsène Lupin, 2022 tłumaczenie obu wersji na język polski)[9]
- 1927 – Zielonooka panna (także jako: Dziewczyna o zielonych oczach; La Demoiselle aux yeux verts)
- 1928 – Agencja Barnett i Spółka (L’Agence Barnett et Cie.)
- 1929 – Tajemnicze domostwo (La Demeure mystérieuse)
- 1931 – Niesamowity dwór (Przypływ; La Barre-y-va)
- 1933 – Dwa uśmiechy jednej pani (także jako: Kobieta o dwóch uśmiechach; La Femme aux deux sourires)
- 1933 – Inspektor Victor z brygady obyczajowej (Victor de la Brigade mondaine)
- 1935 – Zemsta hrabiny Cagliostro (La Cagliostro se venge)
- 1941 – Miliardy Arsene'a Lupina (Les Milliards d’Arsène Lupin; pierwsze polskie wydanie dopiero 2022[10])
- 2012 – Le Dernier Amour d’Arsène Lupin

Do cyklu bywa także zaliczana powieść Książę Jerycho, która pierwotnie miała ukazać się w serii z Arsènem Lupinem, ale ostatecznie Leblanc zmienił nazwisko głównego bohatera.
Arsène Lupin pojawił się także w powieści Marka Romańskiego w Walce z Arseniuszem Lupinem z 1934, gdzie wyzwanie Lupinowi rzuca polski detektyw Konrad Wichura.

## Ekranizacje
Cykl powieści o przygodach Arsène’a Lupin wielokrotnie inspirował filmowców. Znane filmy z jego udziałem to:
- Powrót Arsène’a Lupina – film amerykański (1938)
- Przygody Arsène’a Lupina – film francusko-włoski (1957)
- Arsène Lupin – serial telewizyjny francusko-austriacko-belgijsko-holendersko-kanadyjsko-szwajcarsko-włosko-RFN (1971–1974)
- Powrót Arsène’a Lupin – francuski serial telewizyjny (1989–1995)
- Arsène Lupin – film francusko-brytyjsko-hiszpańsko-włoski (2004)
- Lupin  – miniserial Netflixa (2021)
- Arsene Lupin i Wielki Biały Diament - jeden ze scenariuszy w grze francuskiej firmy Space Cowboys typu Escape Room (2021)